# Neopetalia punctata
Neopetalia punctata (лат.) — реликтовый вид стрекоз, единственный в составе монотипического рода Neopetalia (Neopetaliidae, Anisoptera). Южная Америка. Включён в международную Красную книгу МСОП.

## Распространение
Обитатель Южной Америки: Аргентина и Чили.

## Описание
Длина тела 5—6 см (личинка 3—4 см). Крылья с 5 красными пятнами. Лоб желтоватый, грудь коричневая с жёлтыми пятнами и полосками и с обильными белыми волосками, брюшко красновато-коричневое с парой жёлтых дорзальных пятен. Глаза соединяются на вершине головы в единственной точке. 5-8-й тергиты с вентро-апикальными пучками чёрных волосков. Личинки обитают на иловом дне небольших лесных ручьёв.
Вид был впервые описан в 1854 году немецким энтомологом Германом Августом Хагеном (1817—1893) под первоначальным названием Petalia punctata Hagen in Selys, 1854, который в 1934 году Джон Коули сделал типовым для рода Neopetalia Cowley, 1934. В 1940 году австралийско-английский энтомолог Роберт Тилльярд и британский одонатолог Фредерик Фрейзер (1880—1963) выделили его в семейство Neopetaliidae Tillyard and Fraser. Единственный член семейства Neopetaliidae, из которого в 1994 году большая часть архаичных таксонов была выделена в отдельное семейство Austropetaliidae.